# Internationale Cricket-Saison 1984
Die internationale Cricket-Saison 1984 fand zwischen Mai 1984 und September 1984 statt. Als Sommersaison wurden vorwiegend Heimspiele der Mannschaften aus Europa ausgetragen.

## Überblick

### Internationale Touren
| Beginn        | Heimteam | Auswärtsteam | Resultate | Resultate | Artikel |
| Beginn        | Heimteam | Auswärtsteam | Test      | ODI       | Artikel |
| ------------- | -------- | ------------ | --------- | --------- | ------- |
| 31. Mai 1984  | England  | West Indies  | 0–5 [5]   | 1–2 [3]   | Artikel |
| 18. Juli 1984 | England  | Sri Lanka    | 0–0 [1]   |           | Artikel |

### Internationale Touren (Frauen)
| Beginn         | Heimteam    | Auswärtsteam | Resultate | Resultate | Artikel |
| Beginn         | Heimteam    | Auswärtsteam | WTest     | WODI      | Artikel |
| -------------- | ----------- | ------------ | --------- | --------- | ------- |
| 24. Juni 1984  | England     | Neuseeland   | 0–0 [3]   | 3–0 [3]   | Artikel |
| 8. August 1984 | Niederlande | Neuseeland   |           | 0–1 [1]   | Artikel |

## Nationale Meisterschaften
Aufgeführt sind die nationalen Meisterschaften der Full Member des ICC.
| Land    | First-Class                     | List A              |
| ------- | ------------------------------- | ------------------- |
| England | County Championship 1984        | NatWest Trophy 1984 |
|         | John Player Special League 1984 |                     |
|         | Benson and Hedges Cup 1984      |                     |